# لوسیانو ماسیلو
لوسیانو ماسیلو (انگلیسی: Luciano Masiello؛ زادهٔ ۲ ژانویهٔ ۱۹۵۱) بازیکن فوتبال اهل ایتالیا است.
از باشگاه‌هایی که در آن بازی کرده‌است می‌توان به باشگاه فوتبال چارلتون اتلتیک و باشگاه ورزشی لاتزیو اشاره کرد.